# 古里·梅尔比
古里·梅尔比（挪威語：Guri Melby；1981年2月3日—），挪威政治人物，現任自由黨黨魁，曾擔任該國教育部长 。
2019年，香港反送中運動期間，當時為挪威國會議員的古里·梅尔比在10月15日宣佈她提名了全體香港人競逐2020年的諾貝爾和平獎，希望能鼓勵香港人繼續以非暴力方式進行抗爭。2020年8月，中國外長王毅到訪挪威時被記者問及此事對此表示不滿。